# Тэгъёган
Тэгъёган (устар. Тег-Юган, Тэг-Юган) — река в Шурышкарском районе Ямало-Ненецкого АО. Исток реки находится в болотах, устье — в 66 км по левому берегу реки Сыня. Длина реки составляет 15 км.

## Данные водного реестра
По данным государственного водного реестра России относится к Нижнеобскому бассейновому округу, водохозяйственный участок реки — Обь от впадения реки Северная Сосьва до города Салехард, речной подбассейн реки — бассейны притоков Оби ниже впадения Северной Сосьвы. Речной бассейн реки — (Нижняя) Обь от впадения Иртыша.